# Cyphia schlechteri
Cyphia schlechteri är en klockväxtart som beskrevs av Edwin Percy Phillips. Cyphia schlechteri ingår i släktet Cyphia, och familjen klockväxter. Inga underarter finns listade i Catalogue of Life.